# Toyota Picnic
Toyota Picnic, Toyota Ipsum eller Toyota SportsVan var en MPV fra Toyota Motor baseret på Toyota Carina E.

## Generelt
Bilen blev introduceret i Europa i september 1996. I starten fandtes den kun med en 2,0-liters benzinmotor med 94 kW (128 hk), men til modelåret 1998 blev programmet udvidet med en 2,2-liters turbodieselmotor med 66 kW (90 hk).
Toyota Picnic kunne fås med enten seks eller syv siddepladser, men bagagerummet kunne kun rumme 180 liter med tredje sæderække i brug. Uden tredje sæderække kunne bagagerummet rumme 580 liter. Picnic havde to airbags og ABS som standardudstyr, men fik dog aldrig sideairbags som ekstraudstyr.
Modellen fik ikke noget facelift i løbet af sin levetid, hvorfor Picnic senere ikke kunne følge med den mere moderne konkurrence.
Fem år efter modellens introduktion blev produktionen indstillet i maj 2001, og modellen blev afløst af Avensis Verso.

## Tekniske data
|                                                | 2,0                             | 2,2 TD              |
| Byggeår                                        | 1996−2001                       | 1997−2001           |
| Motordata                                      |                                 |                     |
| Motorkode                                      | 3S-FE                           | 3C-TE               |
| Motortype                                      | R4-benzinmotor                  | R4-dieselmotor      |
| Antal ventiler pr. cylinder                    | 4                               | 2                   |
| Ventilstyring                                  | DOHC, tandhjul/tandrem          | OHC, tandrem        |
| Fødesystem                                     | Multipoint                      | Hvirvelkammer       |
| Trykladning                                    | –                               | Turbolader          |
| Køling                                         | Vandkøling                      | Vandkøling          |
| Boring × slaglængde                            | 86,0 × 86,0 mm                  | 86,0 × 94,0 mm      |
| Slagvolume                                     | 1998 cm³                        | 2184 cm³            |
| Kompressionsforhold                            | 9,5:1                           | 22,6:1              |
| Maks. effekt ved omdr./min.                    | 94 kW (128 hk) /5400            | 66 kW (90 hk) /4000 |
| Maks. drejningsmoment ved omdr./min.           | 178 Nm /4400                    | 205 Nm /2200        |
| Kraftoverførsel                                |                                 |                     |
| Drivende hjul                                  | Forhjul                         | Forhjul             |
| Gearkasse (standardudstyr)                     | 5-trins manuel                  | 5-trins manuel      |
| Gearkasse (ekstraudstyr)                       | 4-trins automatisk              | –                   |
| Præstationer                                   |                                 |                     |
| Topfart                                        | 180 km/t (175 km/t)             | 165 km/t            |
| Acceleration 0-100 km/t                        | 10,8 sek. (11,7 sek.)           | 13,9 sek.           |
| Brændstofforbrug pr. 100 km ved blandet kørsel | 7,3 liter (7,6 liter) Blyfri 95 | 6,4 liter Diesel    |
| CO2-udslip ved blandet kørsel                  | 215 g/km (232 g/km)             | 183 g/km            |

1. ↑  Værdier i ( ) gælder for versioner med automatgear.